# Paseroïta
La paseroïta és un mineral de la classe dels òxids que pertany al grup de la crichtonita. Rep el nom pel professor Marco Pasero (n. 1958) en honor a les seves contribucions a la mineralogia i la cristal·lografia, especialment en reconeixement de les seves contribucions a la mineralogia italiana.

## Característiques
La paseroïta és un òxid de fórmula química PbMn2+(Mn2+,Fe3+)₂(V5+,Ti,◻)18O38. Va ser aprovada com a espècie vàlida per l'Associació Mineralògica Internacional l'any 2011, sent publicada per primera vegada el 2012. Cristal·litza en el sistema trigonal. La seva duresa a l'escala de Mohs oscil·la entre 6 i 6,5. És l'anàleh de V5+ de la senaïta.
Les mostres que van servir per a determinar l'espècie, el que es coneix com a material tipus, es troben conservades a les col·leccions mineralògiques del Museu d'Història Natural de la Universitat de Florència, a Itàlia, amb el número de catàleg: 3111/i, i al Museu regional de ciències naturals, secció de mineralogia, petrografia i geologia, a Torí (Itàlia), amb el número de catàleg: 15900.

## Formació i jaciments
Va ser descoberta a la mina Molinello, situada a la localitat de Ne, a la província de Gènova (Ligúria Itàlia), on es troba en forma de cristalls aïllats escalenoèdrics, allargats i submetàl·lics, de color gris fosc a negre, de fins a 100 um de longitud. Aquesta mina italiana és l'únic indret de tot el planeta on ha estat descrita aquesta espècie mineral.